# Sand Pillow
Sand Pillow es un lugar designado por el censo ubicado en el condado de Jackson en el estado estadounidense de Wisconsin. En el Censo de 2020 tenía una población de 262  habitantes y una densidad poblacional de 436,67 habitantes por km².
Se encuentra en tierras de la Nación Ho-Chunk de Wisconsin, a 8 km de Black River Falls. Fue incluido como CDP en el censo de 2020.

## Geografía
Sand Pillow se encuentra ubicado en las coordenadas 44°19′58″N 90°45′46″O / 44.33278, -90.76278. Según la Oficina del Censo de los Estados Unidos, tiene una superficie total de 0,60 km², todos  correspondientes a tierra firme.